# Национальный музей Калмыкии

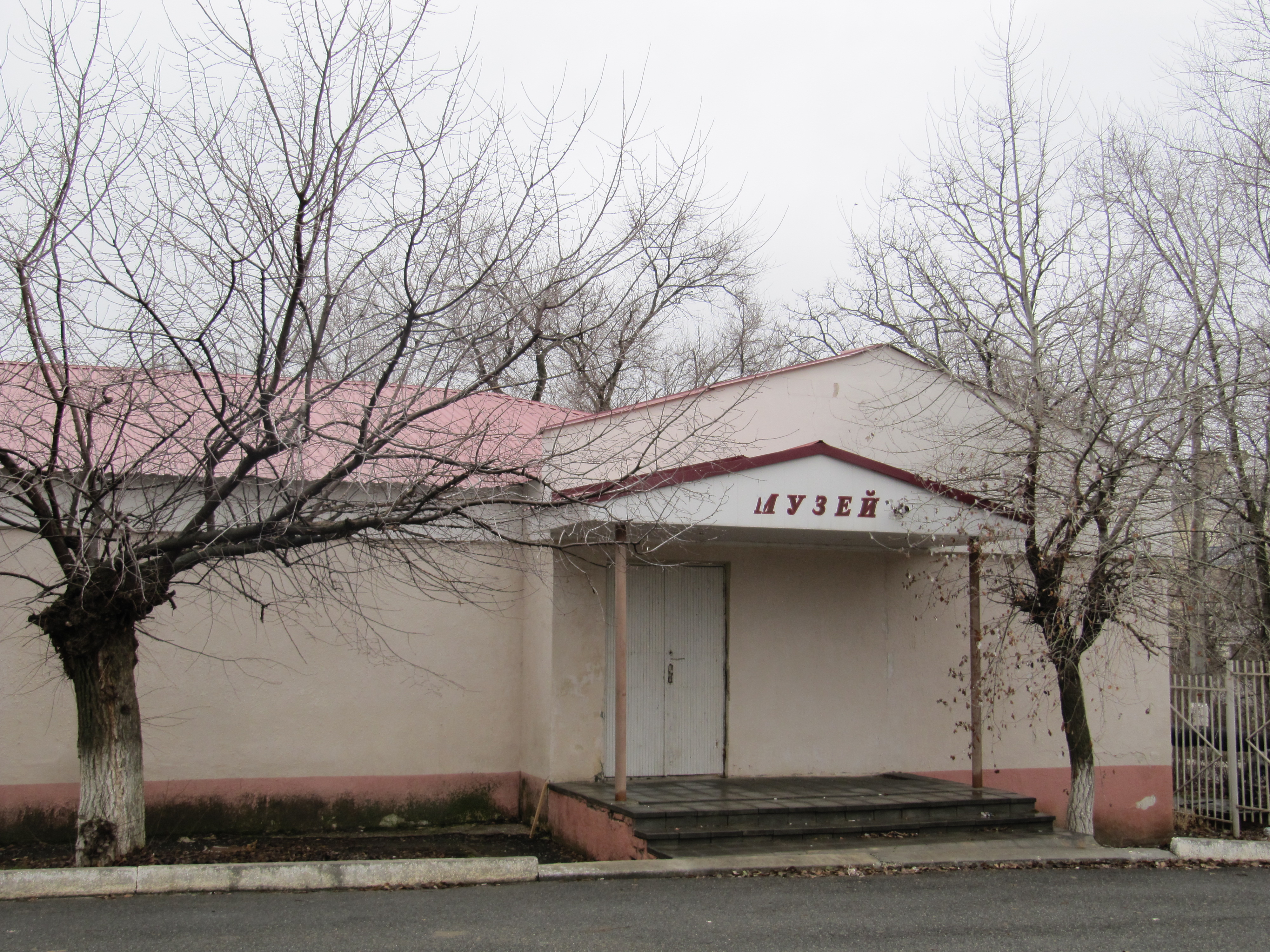
Бывшее здание музея на улице Сусеева, Элиста (сегодня — территория Калмыцкого театра)

 Национальный музей Калмыкии  — краеведческий музей, находящийся в городе Элиста, Калмыкия. Музей назван именем основоположника калмыковедения Николая Николаевича Пальмова.

## История
Решение о создании музея было принято на I Калмыцком съезде Советов. Национальный музей Калмыкии был основан 25 марта 1921 года при архивно-музейной секции областного отделения народного образования. Инициатором создания музея стали ученые Николай Николаевич Пальмов и П. С. Рыков. Возглавлять музей было поручено Николаю Пальмову. В конце 1921 года музей и архив были разделены. Николай Пальмов продолжил управлять архивом.
Впервые музей открыл экспозицию летом 1931 года. В период немецкой оккупации Элисты музей был полностью уничтожен. Второе открытие музея состоялось 1 января 1960 года, вскоре после возвращения калмыков из депортации.

## В настоящее время
До постройки нового современного здания на улице Джангара, музей находился в двух небольших зданиях на улице Сусеева.
В настоящее время музей состоит из 6 демонстрационных залов, площадью более 15.000 м². В фондах музея хранятся около 70.000 единиц хранения. Музей демонстрирует экспонаты, связанные с историей, культурой и этнографией калмыцкого народа. В музее регулярно проводятся различные культурные мероприятия.

## Филиалы музея
В настоящее время Национальный музей Калмыкии имеет несколько филиалов в городах Лагани, Городовиковске, посёлке Яшкуль. В Элисте филиалы Национального музея Калмыкии находятся в элистинском центральном хуруле «Золотая обитель Будды Шакьямуни», в котором постоянно экспонируются выставки, посвящённые буддизму и в Сити-Чесс, где находится выставочный зал музея.
- Краеведческий музей Городовиковска.

## Известные сотрудники
- Михаил Хонинов — директор музея (1970—1971), калмыцкий поэт и деятель искусства.

## Галерея

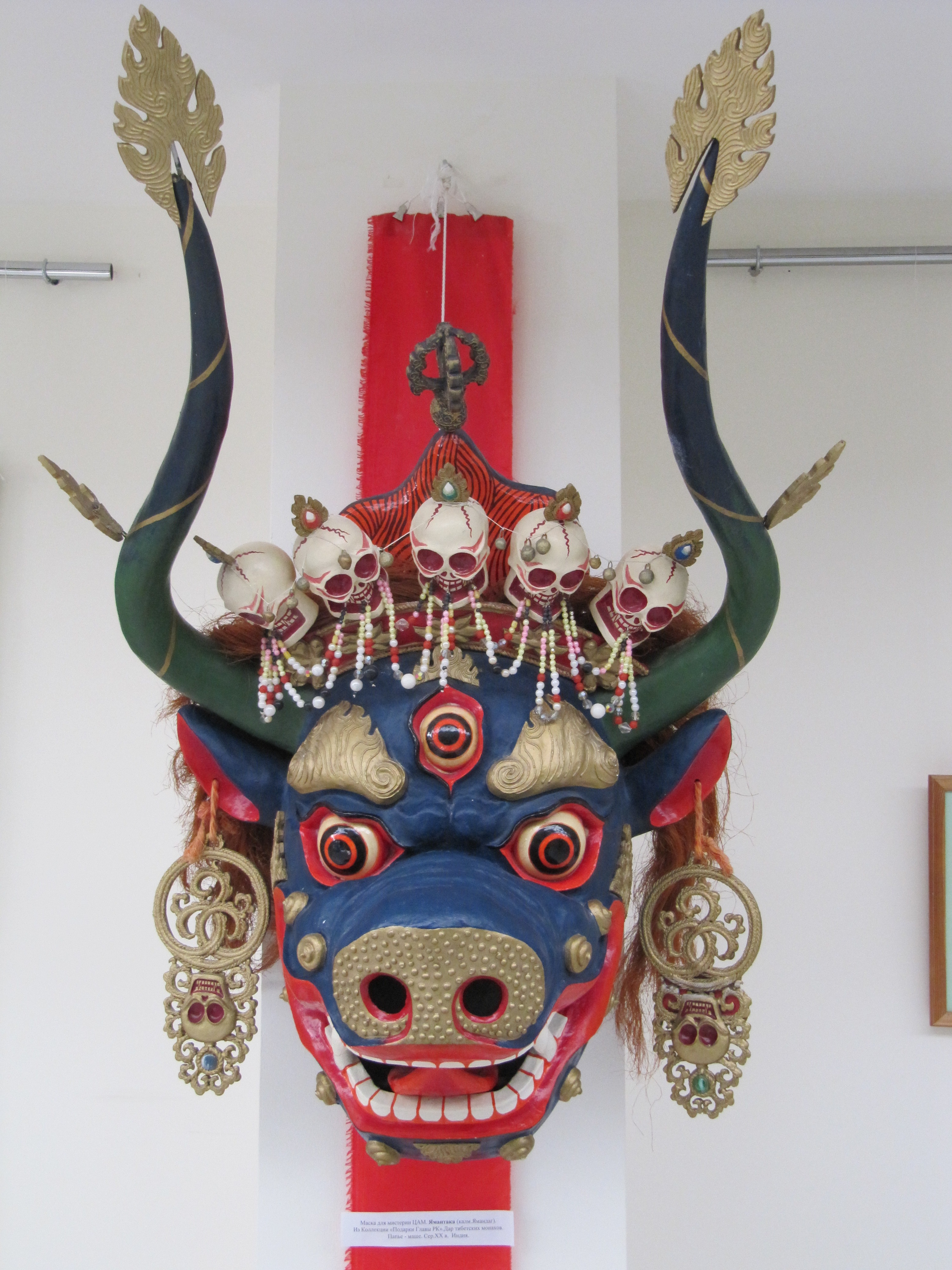
Маска
Будда